# Petra regalada
Petra Regalada és una obra de teatre escrita per Antonio Gala i estrenada al Teatre Príncipe de Madrid el 15 de febrer de 1980.

## Argumento
Obra al·legòrica, en la qual, en un petit poble de l'Espanya rural, la prostituta Petra, que exerceix la seva activitat sota els auspicis de Camila, es rebel·la contra la seva situació, al costat del liberal Mario, enfrontant-se a les forces vives del lloc. No obstant això, Mario acaba sent assassinat pel discapacitat mental Tadeo.

## Estrena
- Direcció: Manuel Collado. Intèrprets: Julia Gutiérrez Caba (Petra), Ismael Merlo, Aurora Redondo (Camila), Javier Loyola, Carles Canut, Juan Diego.[3]

## Reconeixements
Julia Gutiérrez Caba va rebre el Fotogramas de Plata al millor intèrpret de teatre el 1980.